# 奥德赛黎明
奥德赛黎明（英語：Operation Odyssey Dawn）是2011年多国联军对利比亚进行的军事行动中，美軍行动的代号。此前，联合国已在3月19日设立了禁飞区，以防止忠于卡扎菲的政府军继续空袭反政府武装。一些国家在3月19日在巴黎举行的会议中同意对利比亚采取军事行动。

## 过程
2011年3月19日21时，法国、英国和美国军队展开了第一轮进攻，空袭并使用导弹袭击利比亚的军事目标。第一轮攻击包括有112枚战斧巡航导弹对利比亚政府军海岸线的防空部队的攻击。五角大楼称，这只是防止利比亚摧毁联合国利比亚禁飞区多个步骤的第一步。
3月20日凌晨2时33分左右，利比亚首都的黎波里爆发出激烈的防空炮火。三架B-2幽靈式戰略轟炸機在利比亚的机场上丢下了40枚炸弹。同一时间，美军战斗机开始在利比亚境内搜索军事目标予以攻击，没有一架战机在任务中损失。
3月22日，一架美國空軍F-15鷹式戰鬥機雙座戰鬥機從義大利西西里的西哥奈拉海軍航空基地起飛時因為機械故障墜落於利比亞，兩位飛行員緊急跳傘成功獲救，送往美軍基地觀察治療中。
3月31日，美國將軍事行動指揮權移交北約，退出利比亞戰事，奧德賽黎明行動自此結束；而北約則透過聯合保護者行動，維持利比亞禁飛區，並支援反卡達菲民兵。

## 後續影響
有學者認為此行動是促使北朝鮮持續進行核計畫的原因之一，他們認為如果利比亞沒有放棄核武，那麼美國等列強便不會如此猖狂。
因此更加堅信當初拒絕利比亞模式是正確的，並持續進行核計畫。